# Mensa International
Mensa International ist die weltweit größte und älteste und Hochbegabtenvereinigung. Sie wurde 1946 gegründet und ist ein internationaler Dachverband von Non-Profit-Organisationen für Menschen mit hohen Intelligenzquotienten.
Ziel des Vereins ist es, den Austausch zwischen hochintelligenten Menschen zu fördern, das Wesen der Intelligenz zu erforschen und Intelligenz zum Wohle der Menschheit zu finden und zu fördern. Der Verein achtet darauf, keine Meinung zu vertreten, und hat keine weltanschauliche oder politische Ausrichtung.
Der Name Mensa (lateinische Aussprache [meːnsa]) kommt aus dem Lateinischen und bedeutet „Tisch“, was auch im Logo der Organisation symbolisiert ist. Der ursprünglich angedachte Name Mens (lat. für Geist) wurde aufgrund der Missverständlichkeit in der englischen Sprache von den Gründern verworfen.

## Entstehung und Struktur
Die Vereinigung wurde 1946 in Großbritannien von dem Australier Roland Berrill und dem Engländer Lancelot Ware gegründet, vor allem aber unter der Leitung von Victor Serebriakoff zu einer weltweiten Organisation ausgebaut und verzeichnet weltweit über 133.000 Mitglieder aus 100 Ländern (Oktober 2016). Mensa International ist der Dachverband für über 40 Landesvereine; er nimmt Personen als Einzelmitglieder nur aus jenen Ländern auf, die keinen eigenen Landesverein haben.

## Ziele
“Mensa’s purposes are to identify and foster human intelligence for the benefit of humanity; to encourage research in the nature, characteristics, and uses of intelligence; and to provide a stimulating intellectual and social environment for its members.”

„Die Ziele von Mensa bestehen darin, zum Wohle der Menschheit die menschliche Intelligenz zu erkennen und zu fördern, Forschungen zu unterstützen über die Natur, die Eigenschaften und die Nutzung der Intelligenz, und den Mitgliedern ein intellektuell und gesellschaftlich anregendes Umfeld zur Verfügung zu stellen.“

## Aufnahme
Wer Mitglied werden möchte, muss in einem aktuellen Intelligenztest einen IQ nachweisen, der höher ist als der von 98 % der Bevölkerung seines Herkunftslandes. Bei den im deutschsprachigen Raum üblichen Tests entspricht das einem Wert von mindestens IQ 130 bei einer Standardabweichung von 15 bzw. (seltener) IQ 132 bei einer Standardabweichung von 16 (Prozentrang jeweils 97,7). Es ist sinnvoll, den Prozentrang anzugeben, da sich bei unterschiedlicher Standardabweichung die IQ-Werte von Testergebnissen (bei gleichem Prozentrang) unterscheiden. Mensa bietet regelmäßige Gruppentests an. Neben diesen Gruppentests akzeptiert Mensa auch Tests, die von anerkannten Psychologen vorgenommen wurden.

## Mensa im deutschsprachigen Raum

### Deutschland
Mensa Deutschland hat derzeit 16557 Mitglieder, 1/3 Frauen.

### Österreich
Mensa Österreich ist ein im Zentralen Vereinsregister mit der Registernummer 110821089 eingetragener Verein, der Mitglied von Mensa International ist. Gegründet wurde der Verein am 3. Mai 1964 vom Betriebspsychologen und Unternehmensberater Georg Fischhof (1922–2014), aktuell hat Mensa Österreich ca. 1260 Mitglieder (Stand 11/2023).
Das Magazin des Vereins erscheint sechsmal im Jahr und heißt topIQ, es enthält neben Berichten von regionalen, nationalen und internationalen Vereins-Ereignissen auch Artikel von Mitgliedern. Die jährliche Mitgliederversammlung wird Charming genannt. Sie findet am Wochenende zu Pfingsten statt, wobei der Veranstaltungsort wechselt und immer in einem anderen Bundesland liegt. Für jedes Bundesland gibt es einen Lokalsekretär, der Ansprechpartner für Mitglieder, Interessierte und Medien aus dem jeweiligen Bundesland ist. Neben den verschiedenen regionalen Stammtischen gibt es auch Interessensgruppen (Special Interest Group) unterschiedlichster Natur, wie zum Beispiel eine Gruppe für Restaurantbesuche (EsSIG), eine Kinder- und Jugendlichengruppe (JuniorSIG), eine Gruppe für Alpinsport, Wandern, Skifahren und Skitouren (GamSIG) aber auch eine Gruppe für alles Spassige (SpasSIG). Mindestens einmal jährlich findet ein großes Willkommensfest statt, bei dem vor allem Neumitglieder begrüßt und mit den Vereinsfunktionären bekannt gemacht werden.

### Luxemburg
Mensa Luxemburg hat nach eigenen Angaben mehr als 100 Mitglieder (2023); die Organisation wurde im Dezember 2000 gegründet, davor war es Teil von Mensa Luxemburg-Belgien.

### Schweiz
Mensa Schweiz hat 2497 Mitglieder (Stand: 12. Juli 2025).
Das Magazin von Mensa Schweiz heißt „Mensa Inside“ und erscheint sechsmal jährlich. Die Jahresversammlung findet jeweils im September statt. In größeren Städten finden regelmäßige Treffen statt.

## Aktivitäten

### Interessengruppen
Diese Gruppen dienen dazu, Mensa-Mitglieder mit gemeinsamen Interessen zusammenzuführen, und unterliegen thematisch keiner Beschränkung. Die nationalen Ausprägungen werden kurz SIG genannt für Special Interest Group. International gibt es auch eine Anzahl von Interessensgruppen wie zum Beispiel M-Archaeology, die ein Kommunikationsforum auf Yahoo betreibt; Mensa Process stellt ein internationales Beraternetzwerk zur Verfügung und Mensa Business International ist ein weltweites Business-Kontaktnetzwerk, dessen XING-Ausprägung ca. 5500 Mitglieder zählt.

### Service of Information, Guidance and Hospitality for Travellers
Der Service of Information, Guidance and Hospitality for Travellers (SIGHT) ist ein loses Netzwerk von Mensa-Mitgliedern auf der ganzen Welt, die bei ihren Reisen gerne andere Mensa-Mitglieder kennenlernen möchten. Ansprechpartner auf nationaler Ebene sind die sogenannten SIGHT-Koordinatoren, die auch die entsprechenden nationalen Kontakte verwalten.

## Bekannte Mitglieder
- Scott Adams, amerikanischer Comiczeichner
- Isaac Asimov, amerikanischer Science-fiction-Autor
- Jean M. Auel, amerikanische Schriftstellerin
- Charles Berlitz, amerikanischer Linguist und Schriftsteller
- Beate Bischler, deutsche Behindertensportlerin
- Natja Brunckhorst, deutsche Schauspielerin und Drehbuchautorin[14]
- Michaela Buchvaldová, tschechische Gedächtnissportlerin
- Cyril Burt, britischer Psychologe
- Garry Bushell, britischer Journalist
- Tony Buzan, britischer Schriftsteller
- Asia Carrera, amerikanische ehemalige Pornodarstellerin
- Arthur C. Clarke, britischer Science-Fiction-Autor
- Martin Cooper, „Vater“ des Mobiltelefons
- Adrian Cronauer, amerikanischer Radiomoderator
- Bobby Czyz, amerikanischer Boxer
- Geena Davis, amerikanische Schauspielerin
- Nelson DeMille, amerikanischer Schriftsteller
- Viacheslav Dinerchtein, russischer Konzert-Bratschist
- Carl-Christian Dressel, deutscher Politiker
- Samira El Ouassil, deutsche Autorin, Schauspielerin und Musikerin[15]
- Hartmut Ernst, deutscher Informatiker[16]
- Tobias Esch, deutscher Mediziner und Gesundheitswissenschaftler[17]
- Richard Buckminster Fuller, amerikanischer Architekt
- Michael Funken, deutscher Publizist[18]
- Florian Gallenberger, deutscher Filmregisseur[19]
- Pierre Gripari, französischer Erzähler, Schriftsteller und Kinderbuchautor
- Rolf Gindorf, deutscher Sexualwissenschaftler[20]
- Nolan Gould, US-amerikanischer Schauspieler[21]
- Kara Hayward, Schauspielerin[22]
- Gunther Karsten, deutscher Gedächtnissportler
- Matthias Kribben, deutscher Fernschach-Großmeister[19]
- Herbert Laszlo, österreichischer Glücksforscher
- Scott Levy, amerikanischer Wrestler (Ringname Raven)
- Aljoscha A. Long, deutscher Schriftsteller
- Andrzej Majewski, polnischer Schriftsteller
- Thomas Meuser, Wirtschaftswissenschaftler
- Gert Mittring, deutscher Rechenkünstler
- Danila Montanari, italienische Schriftstellerin
- Ellen Muth, amerikanische Schauspielerin
- Joyce Carol Oates, amerikanische Schriftstellerin
- Markus Persson, Gründer und Entwickler von Minecraft[23]
- Stefano Prada, Schweizer House-Produzent und DJ
- Alan Rachins, amerikanischer Schauspieler und Drehbuchautor
- Norman Schwarzkopf junior, amerikanischer General
- Victor Serebriakoff, britischer Schriftsteller
- Clive Sinclair, britischer IT-Unternehmer
- Chesley Sullenberger, amerikanischer Pilot
- Ruben Talberg, israelisch-deutscher Maler, Bildhauer, Fotograf
- Marilyn vos Savant, amerikanische Schriftstellerin
- Roger Zelazny, amerikanischer SF-Schriftsteller[24]

### Fiktive Mensa-Mitglieder in Literatur, Film und Fernsehen
- Dr. Harold Abbott, Rolle aus Everwood
- Brian, Hund aus Family Guy
- Rodney McKay, Leiter des Wissenschaftsteams auf Atlantis aus Stargate Atlantis
- Eli Pettifog, Hauptrolle aus dem Kinofilm HairBrained (2013)
- Lisa Simpson, Figur aus Die Simpsons
- Mitglieder der SIGma-Gesellschaft in der Columbo-Episode Todessymphonie (1977)
- Ari Spyros aus Billions in der Folge Das Nordische Modell[25]